# カリ定永閃石
カリ定永閃石（カリさだながせんせき、 Potassic-sadanagaite）は、角閃石の一種で、定永閃石グループに属する。化学組成は[K][Ca2][Mg3Al2](Al3Si5O22)(OH)2で、単斜晶系に属する。1984年に愛媛県明神島で島崎英彦らによって発見された。

## 概要
同時に愛媛県弓削島から発見された角閃石と共に、シリカに極めて乏しく、1価のイオンのサイトがナトリウムよりカリウムに富むという特徴を有している。命名は東京大学の鉱物学の教授であった定永両一に因む。当初は、2価のイオンのサイトが鉄に富む弓削島産が定永閃石として、マグネシウムに富む明神島産が苦土定永閃石（Magnesio-sadanagaite）として発表されたが、1997年の呼称の改定によって、1価のイオンのサイトがカリウムに富むものは、カリ（potassic-）の接頭語をつけることとなり、本鉱物もカリ苦土定永閃石と呼ばれることとなった。さらに2012年の改定により、2価のイオンのサイトはマグネシウムを主とするものが基本となったため、本鉱物は苦土の接頭語が除かれ、カリ定永閃石と呼ばれるようになった。